# IRA
De IRA of voluit het Iers Republikeins Leger (Engels: Irish Republican Army; Iers: Óglaigh na hÉireann) was de naam voor verschillende paramilitaire, terroristische organisaties die een eilandbrede Ierse staat zonder banden met het Verenigd Koninkrijk nastreefden. 
De IRA voerde een gewapende strijd tussen 1919 en 2005 die meer dan 3500 doden kostte. Net als bij de Baskische ETA werden meestal wel waarschuwingen afgegeven, waardoor de aanslagen meestal beperkter van schaal waren. 
Alle IRA-groeperingen zeiden af te stammen van het eerste Iers Republikeins Leger, het leger van de Ierse Republiek, opgericht in 1919 door de Dáil Éireann en geleid door Michael Collins. Aan deze groep wordt gerefereerd als de Old IRA (de oude IRA, opvolger van de Irish Volunteers). Het huidige Ierse leger (The Irish Defence Forces) beschouwt zich als de opvolger van de originele IRA ten tijde van de Ierse Onafhankelijkheidsoorlog.

## Geschiedenis

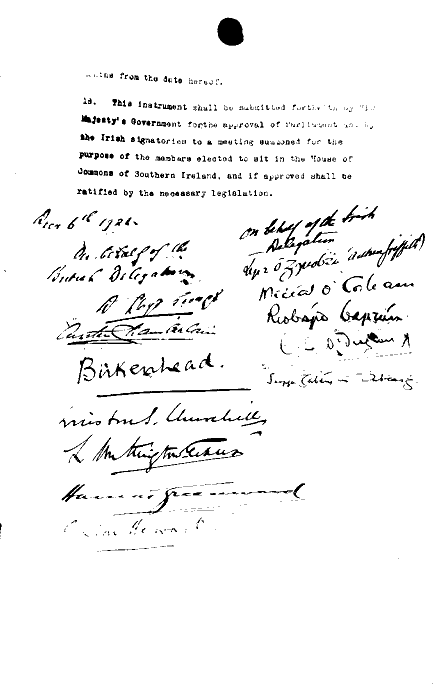
Het vredesverdrag van 1921

De IRA ontstond uit de Paasopstand van 1916, waarbij de Irish Republican Brotherhood die in 1858 in de Verenigde Staten gesticht werd, een belangrijke rol speelde. 
In de jaren 1919 tot 1921 voerde de IRA de strijd tegen de Britse overheersing op, onder leiding van Michael Collins. In 1921 viel de IRA uiteen na een interne strijd tussen voor- en tegenstanders van een vredesverdrag met Groot-Brittannië (tijdens de Ierse Burgeroorlog). In 1936 werd de organisatie door de Ierse regering verboden. In 1939 flakkerden de activiteiten van de IRA weer op in de vorm van bomaanslagen om Britse terugtrekking te forceren.
In 1956 startte de IRA de grenscampagne, met de codenaam Operation Harvest. Dit varieerde van directe aanvallen op beveiligingsinstallaties tot storende acties tegen infrastructuur. De campagne kreeg aanvankelijk veel zuidelijke steun.
In 1969 kwam het tot een splitsing tussen de traditionele of rode IRA-leden en de provisionele of groene IRA-leden (aangesloten bij de Provisionele IRA). De zogenoemde traditionals voerden de strijd met traditionele middelen (bomaanslagen), terwijl de zogenoemde provisionals een stadsguerrilla voerden.
In 1972 zorgde Bloody Sunday ervoor dat honderden zich aansloten bij de IRA.
Toen Noord-Ierland in 1972 onder direct Brits bestuur werd geplaatst, verlegde de IRA zijn actieterrein ook naar het buitenland, met onder meer aanslagen in Nederland (Roermond, Den Haag en Nieuw-Bergen), België (Brussel) en Duitsland (Britse militairen gestationeerd in Duitsland). 
Aan de gewapende strijd van de Provisionele IRA kwam in september 1993 voorlopig een einde toen de organisatie een wapenstilstand aankondigde om naar eigen zeggen een oplossing voor het Noord-Ierse conflict te komen. De pogingen tot een vreedzame oplossing voor het Noord-Ierse conflict te komen mislukte echter waardoor de Provisionele IRA in 1996 opnieuw enkele aanslagen pleegde, waaronder de Canary Wharf-aanslag, waarbij twee winkeliers omkwamen. In juli 1997 volgde er een tweede bestand. Dit was een voorwaarde voor de toelating van Sinn Féin, de politieke arm van de Provisionele IRA, tot de vredesbesprekingen van september 1997. Op 10 april 1998 kwam het tot een vredesakkoord (het Goedevrijdagakkoord) dat zowel door Sinn Féin als door de Ulster Unionist Party werd getekend.
In juli 2001 raakte het vredesproces opnieuw in het gedrang doordat de Provisionele IRA nog steeds niet alle wapens had ingeleverd zoals afgesproken in het Goedevrijdagakkoord.
Op 28 juli 2005 heeft de Army Council, het hoogste bestuur van de Provisionele IRA, zijn leden opgedragen de gewapende strijd definitief te staken. De organisatie deed dat in een op televisie uitgezonden verklaring. In de door Britse media als historisch omschreven verklaring verklaarde de organisatie dat het opheffen van de gewapende strijd diezelfde dag zou ingaan. Vanaf die dag heeft de Provisionele IRA al zijn terroristische activiteiten gestaakt, zoals aanslagen, liquidaties en ontvoeringen. Alle gewapende activiteiten zijn vanaf dat moment dan ook definitief stopgezet.  

## Splintergroepen
- Official IRA, marxistische politieke partij, bestaat waarschijnlijk niet meer
- Provisionele IRA (PIRA), een republikeinse afscheidingsgroepering in de jaren 1970 geassocieerd met Sinn Féin, bekend door de bomaanslagen tussen 1969-1997
- Continuity IRA, (CIRA) een afsplitsing van de PIRA (vanaf 1986)
- Real IRA, (RIRA) een andere afsplitsing van de PIRA (vanaf 1998)
- Op 28 juli 2005 kondigde de Provisional IRA een permanent staakt-het-vuren af en heeft het al haar terroristische activiteiten gestopt, zoals aanslagen, liquidaties en ontvoeringen. Sinds 2005 voert die tak dan ook geen gewapende activiteiten meer uit.